# Pedro de Cuéllar
Pedro de Cuéllar (Cuéllar, ? - Segovia, 1350) fue un clérigo secular español que ocupó el cargo de obispo de Segovia (1324 - 1350) y es conocido por el catecismo que redactó en 1325, fruto del sínodo celebrado en la iglesia de Santa María de la Cuesta de Cuéllar (Segovia) el 8 de marzo del mismo año.

## Biografía
Nació en Cuéllar en fecha desconocida, de donde tomó su apellido, y donde tenía unos suntuosos palacios en el barrio de Santa María de la Cuesta, en los que vivió la mayor parte de su vida. En 1324 fue nombrado obispo de Segovia en sucesión a don Amado, ocupando la silla episcopal hasta el año 1350 en que falleció en el cargo.
Intervino en las discusiones que existían entre el cabildo y el deán de Segovia entre los años 1339 y 1350, y ayudó a Alfonso XI de Castilla con los tributos para sus campañas contra los moros. Pero de su mandato como obispo destaca el sínodo celebrado en Cuéllar en 1325, surgido a partir del concilio nacional celebrado en Valladolid en 1322 por el cardenal Guillaume Pierre Godin. El sínodo tuvo como resultado el Catecismo de Pedro de Cuéllar, una pieza fundamental para el conocimiento de la historia religiosa y de la sociedad castellana del siglo XIV.
Falleció en Segovia en 1350, y le sucedió en la diócesis de Segovia el obispo Blasco de Portugal.